# Schizopelex rhamnes
Schizopelex rhamnes är en nattsländeart som beskrevs av Malicky 1976. Schizopelex rhamnes ingår i släktet Schizopelex och familjen krumrörsnattsländor. Inga underarter finns listade i Catalogue of Life.